# 26-cm-Minenwerfer M.17

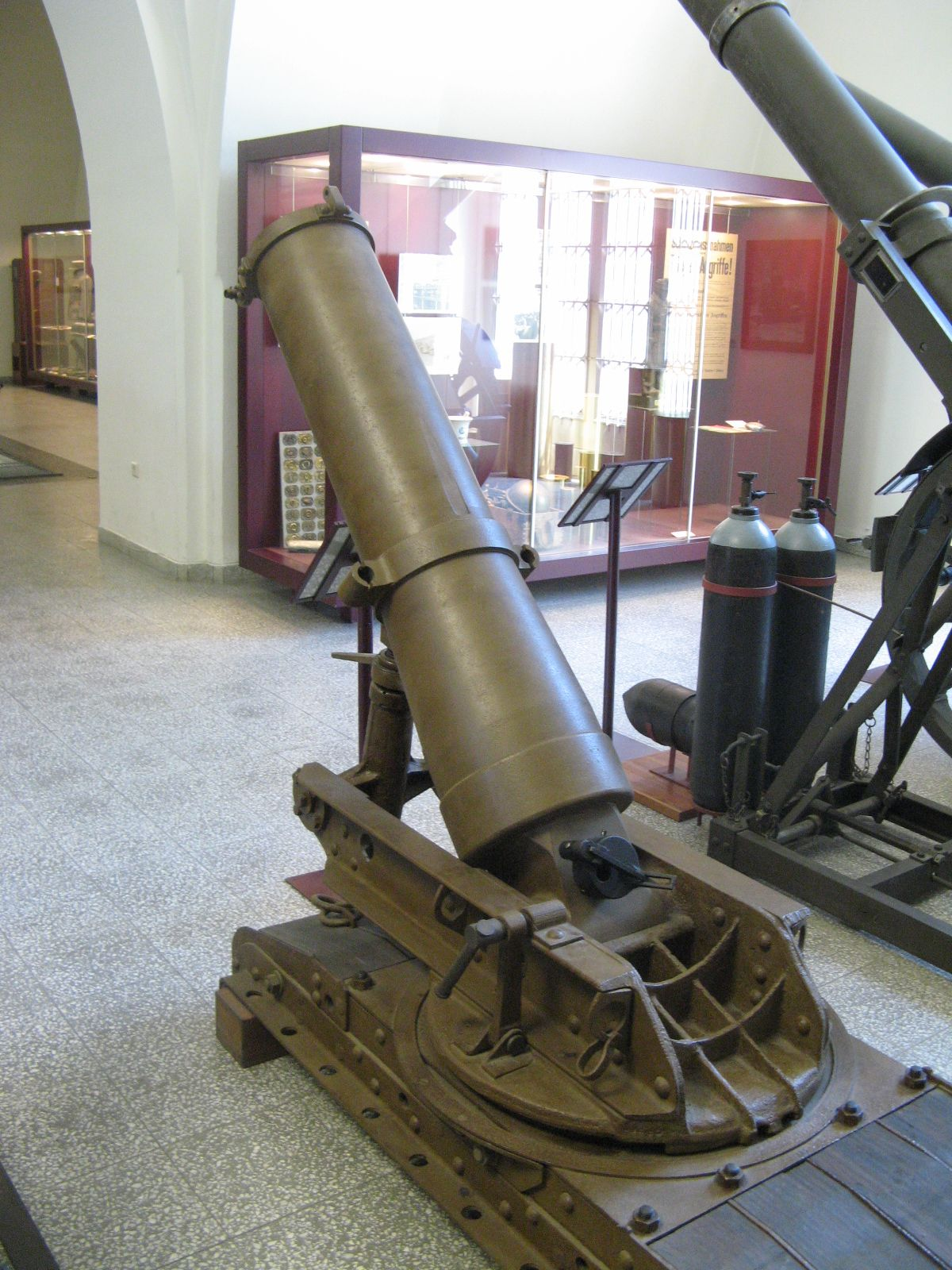
Ein 26-cm-Minenwerfer M 17 im Heeresgeschichtlichen Museum in Wien

Der 26-cm-Minenwerfer M 17 war ein Geschütz der Österreichisch-Ungarischen Artillerie im Ersten Weltkrieg, welches von Škoda entwickelt wurde. Škoda präsentierte zunächst zwei verschiedene Versionen des Minenwerfers: eine mit fixiertem Geschützrohr und eine mit Rückstoßsystem. Schließlich entschied man sich aus Kostengründen für erstere Variante. Das Geschütz lag auf einer Bodenplatte. Der Rückstoß wurde über die Platte aufgenommen und in Abschussenergie umgesetzt. Beim System mit Rohrrücklauf wurde eine Schiene verwendet, die hydropneumatisch den Abschuss abfederte. Letzteres erwies sich zur schnellen Serienproduktion als zu aufwendig.
Die Auslieferung des Minenwerfers begann 1918; insgesamt wurden etwa 300 Exemplare gebaut. Das Gesamtgewicht betrug etwa 1,5 Tonnen und für den Transport konnte der Minenwerfer in vier Teile zerlegt werden. Die Reichweite betrug ungefähr 1450 Meter.